# Коу, Уэсли
Уильям Уэсли Коу (англ. William Wesley Coe; 8 мая 1879, Бостон — 24 декабря 1926, Боузман) — американский легкоатлет и перетягиватель каната, серебряный призёр летних Олимпийских игр 1904.
На Играх 1904 в Сент-Луисе Коу участвовал только в толкании ядра. С результатом 14,40 м он занял второе место и выиграл серебряную медаль.
На следующих Играх 1908 в Лондоне Коу снова участвовал в толкании ядра и занял четвёртое место. Также он вместе со своей сборной участвовал в перетягивании каната, но они проиграли в четвертьфинале и не смогли пройти дальше.